# Fryderyk z Hesji-Darmstadt
Fryderyk Wilhelm August Wiktor Leopold Ludwik von Hessen und bei Rhein (niem. Friedrich Wilhelm August Victor Leopold Ludwig), (ur. 7 października 1870 w Darmstadt; zm. 29 maja 1873 tamże) – książę z dynastii heskiej.

## Życie
Książę Fryderyk był piątym dzieckiem i drugim synem Alicji Koburg, księżniczki Wielkiej Brytanii i wielkiego księcia Hesji Ludwika IV. Jego dziadkami ze strony matki byli Wiktoria Hanowerska, królowa Wielkiej Brytanii, i książę Albert. Dziadkami ze strony ojca byli książę Karol Hessen-Darmstadt i księżniczka Elżbieta pruska. Nazywany w rodzinie „Frittie”, chory na hemofilię był pogodnym i wesołym dzieckiem. Miał pierwotnie otrzymać imię Leopold na cześć również chorego na hemofilię wuja Leopolda, księcia Albany.
Hemofilię u księcia Fryderyka stwierdzono po raz pierwszy w 1873 roku, na kilka miesięcy przed śmiercią, gdy zranił się w ucho i nie można było zatamować upływu krwi. Pod koniec maja tego roku książę bawił się z bratem Ernestem Ludwikiem w sypialni matki. Tam doszło do nieszczęśliwego wypadku. Matka ratując z opresji jednego syna w jednym pokoju nie upilnowała drugiego, który w tym samym czasie wypadł przez okno i z wysokości 7 metrów uderzył o balustradę. Fryderyk przeżył wypadek, ale z powodu hemofilii krwawienie nie ustało i doprowadziło do zatoru w mózgu i śmierci.
Po śmierci Fryderyka księżna Alicja często modliła się przy jego grobie i czciła wszystkie rocznice śmierci księcia. Ernest Ludwik powiedział matce, że chciałby umrzeć tak jak brat. Wypadków zachorowań w rodzinie było więcej. Na hemofilię chorowała siostra Fryderyka, księżna Irena, żona Henryka Hohenzollerna i jej dwaj synowie: Waldemar (1889–1945) oraz Henryk Wiktor (1900–1904), a także siostra Alicja, żona cara Mikołaja II, która przekazała chorobę swojemu synowi Aleksemu (1904–1918).